# Khauhelo Deborah Raditapole
Khauhelo Deborah Raditapole là một thành viên của Quốc hội Liên minh châu Phi từ Lesotho. Raditapole được sinh ra ở Maseru vào ngày 7 tháng 8 năm 1938. Cô đã được giáo dục trước đây ở Lesoto, nhưng đã lấy được bằng Dược từ Trường Y khoa Lvov tại Ukraine và hoàn thành chương trình học cao hơn ở Mỹ. Cô đã làm việc trong một bệnh viện giảng dạy ở Tanzania trong 10 năm khi cô bị từ chối nhập cảnh vào Lesotho. Cô trở lại Lesotho năm 1987 theo lời mời của Bộ trưởng Bộ Y tế lúc đó là Tom Thabane.
Cô bắt đầu sự nghiệp chính trị của mình với tư cách là thành viên của khu vực bầu cử Mabote vào năm 1993 từ Đảng Quốc hội Basoto (BCP). Cô được Bộ trưởng Bộ Y tế ban hành và chuyển sang Bộ Tài nguyên. Khi cô được chuyển trở lại vào năm 1996, cô đã từ chức chức vụ của mình với tư cách là một bộ trưởng, người đầu tiên thuộc loại này ở Lesotho. Với tư cách là một bộ trưởng, bà đã xác định chiến lược phòng chống AIDS vào năm 1994 và cũng được cho là đã thực hiện dự án lưu vực Jordan đã trở thành dự án đập Metolong.

## Tuổi thơ
Raditapole được sinh ra ở Maseru vào ngày 7 tháng 8 năm 1938, cha cô là một công chức. Trong khi cô hoàn thành trường trung học của mình tại trường trung học Basutoland vào năm 1959 ở Lesotho, cô đã học cao học ở Liên Xô. Cô đã giành được học bổng để lấy bằng cử nhân dược tại Trường Y khoa Lvov từ năm 1962 Tiết67 và hoàn thành bằng Thạc sĩ tại Hoa Kỳ. Cô đã bị từ chối nhập cảnh vào Lesicia với tuyên bố rằng cô đã được đào tạo để chế tạo bom. Cùng với các đồng nghiệp khác, cô là một người tị nạn ở Dar es Salaam, Tanzania. Cô từng là nhân viên của một bệnh viện giảng dạy ở Tanzania. Bà được mời đến nước này bởi Bộ trưởng Bộ Y tế lúc đó, Thomas Thabane, người đã tiếp tục trở thành Thủ tướng của Lesotho. Sau khi trở về vào năm 1981, cô làm việc trong Tập đoàn Dược phẩm Lesotho.

## Sự nghiệp chính trị
Khi kết thúc quy tắc khẩn cấp vào năm 1992, Tiến sĩ Raditapole đã được bầu vào Ủy ban Điều hành Quốc gia của Đảng Đại hội Ba Tư (BCP) tại Đại hội thường niên đầu tiên của đảng. Cô là ứng cử viên của cử tri Mabote năm 1993 từ BCP và giữ ghế cho đến năm 1998. Cô được bổ nhiệm làm Bộ trưởng Bộ Y tế dưới sự cai trị của Mokhehle. Cô được chuyển từ Bộ Y tế sang Bộ Tài nguyên vào năm 1995. Cô đã phục vụ như Bộ Tài nguyên vào năm 1996 khi vị trí Bộ của cô bị xáo trộn. Cô không hài lòng và từ chức bài viết với tư cách là một bộ trưởng, điều không phổ biến ở Lesotho. Sau khi từ chức, bà được cho là trở thành nữ Thủ tướng đầu tiên và đầu tiên của Les Liberia, nhưng đảng của bà đã không giành được đa số phiếu trong các cuộc bầu cử sau. Trong năm 2003, cô đã đụng độ trong bữa tiệc với lãnh đạo đảng Qhobela đã thắng kiện tại Tòa án tối cao rằng hội nghị đảng mà cô tổ chức không phải là không đúng. Nhưng cô tiếp tục trở thành lãnh đạo của đảng trong hội nghị thường niên vào ngày 28 tháng 2 năm 2004.

## Giải thưởng
Raditapole, với tư cách là Bộ trưởng Bộ Y tế, đã xác định chiến lược phòng chống AIDS năm 1994, dịch bệnh đe dọa quét sạch nhiều công dân của đất nước. Cô cũng được ghi nhận đã thực hiện dự án lưu vực Jordan đã trở thành dự án đập Metolong. Dự án đảm bảo quyền truy cập vào nước sạch đến Basotho. Cô từng là thành viên của Nghị viện Pan-Phi từ Lesotho năm 2004.